# Liste der Straßen und Plätze in Radebeul-Fürstenhain
Die Liste der Straßen und Plätze in Radebeul-Fürstenhain ist ein Auszug aus der Liste der Straßen und Plätze in Radebeul, ergänzt um die jeweiligen Koordinaten sowie um Fotos. Sie gibt eine Übersicht über die Straßen und Plätze im Stadtteil Fürstenhain der sächsischen Stadt Radebeul. Angeführt werden neben den Namen auch die Stadtteile, durch die die Straßen auch noch verlaufen, das Jahr der letzten Namenswidmung, der Namensgeber sowie ihre ehemaligen Namen.
Darüber hinaus sind die in den zugehörigen Straßen liegenden, denkmalgeschützten Bauwerke bzw. Sehenswürdigkeiten wie auch die dort liegenden, mit einem Radebeuler Bauherrenpreis ausgezeichneten Gebäude mit ihren Hausnummern aufgeführt, dazu Anmerkungen sowie ehemalige Bewohner dieser Straße.

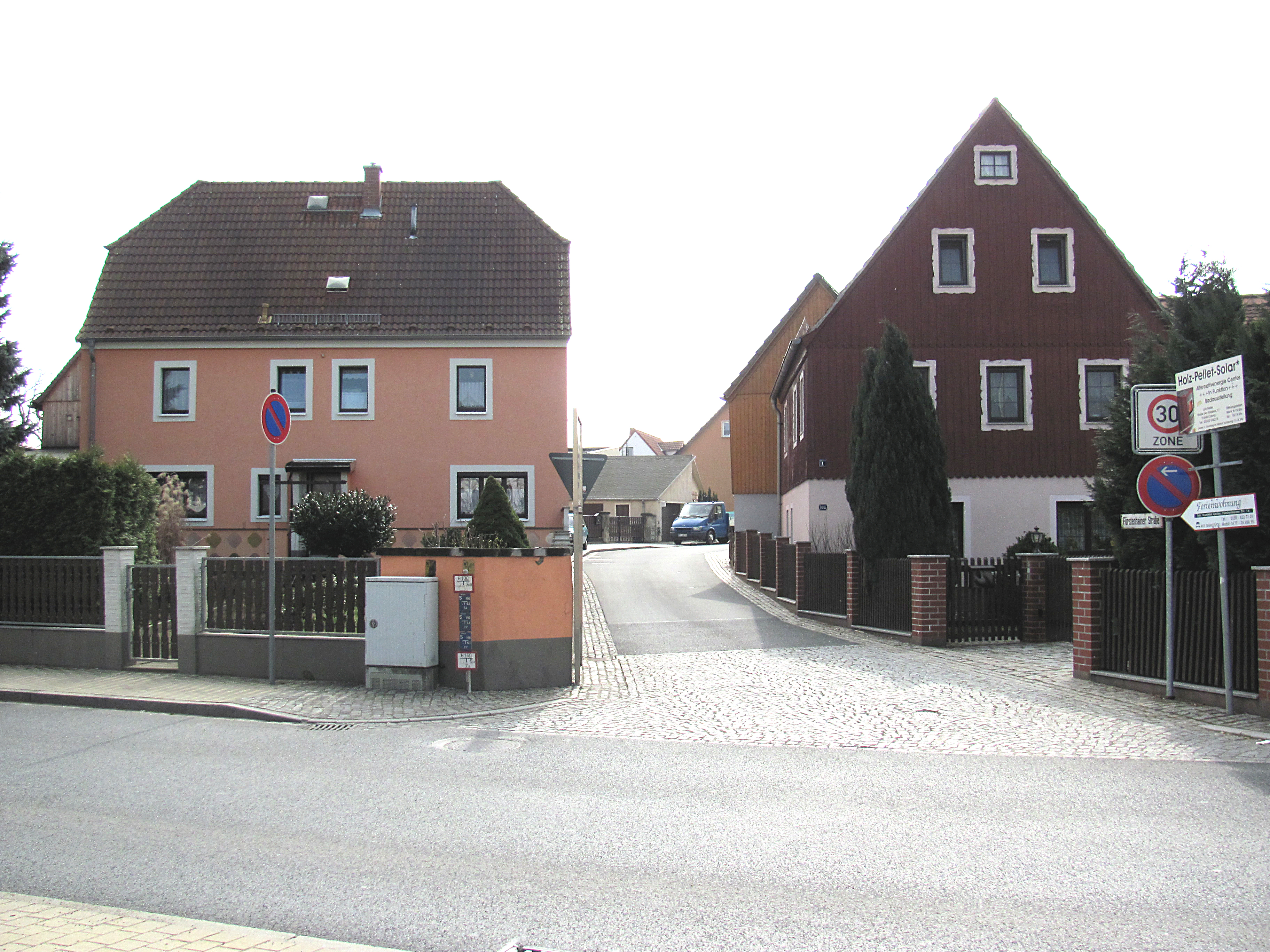
Fürstenhainer Straße von Norden

## Legende
Die in der Tabelle verwendeten Spalten listen die im Folgenden erläuterten Informationen auf:
- Straßen-/ Platzname: Bezeichnung der einzelnen Straßen und Plätze. (Darunter in Klammern die Koordinaten.)

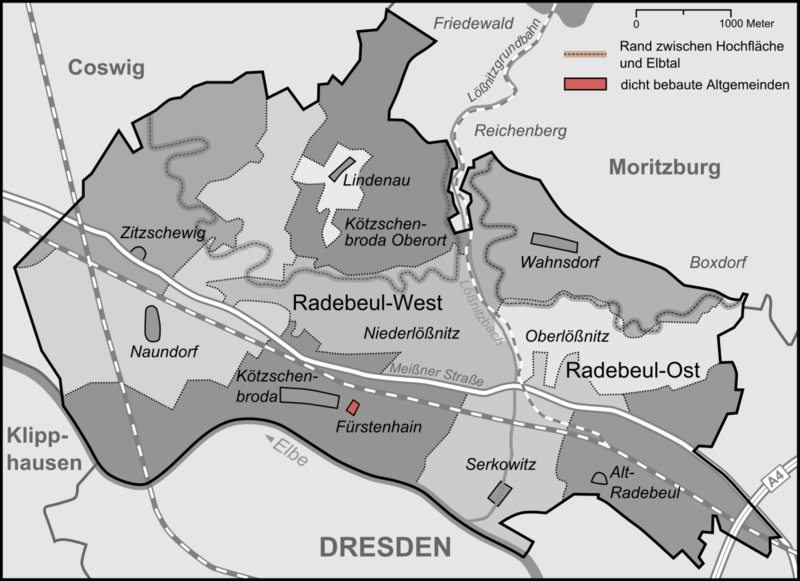
Übersicht über die Lage der Radebeuler Stadtteile

- Weitere Stadtteile: Radebeuler Stadtteile, durch die die Straße ebenfalls führt.
  - FUE: Fürstenhain
  - KOE: Kötzschenbroda (Straßenliste)
  - KOO: Kötzschenbroda-Oberort (Straßenliste)
  - LIN: Lindenau (Straßenliste)
  - NAU: Naundorf (Straßenliste)
  - NDL: Niederlößnitz (Straßenliste)
  - OBL: Oberlößnitz (Straßenliste)
  - RAD: Alt-Radebeul (Straßenliste)
  - SER: Serkowitz (Straßenliste)
  - WAH: Wahnsdorf (Straßenliste)
  - ZIT: Zitzschewig (Straßenliste)
- Widmung: Datum der Namenswidmung.
- Namensgeber: Namensgeber der letztmaligen Namenswidmung.
- Alte Namen: Vorherige Namen der Straßen und Plätze.
- Denkmale. Sehenswürdigkeiten. Bauherrenpreise: Hausnummern der in dieser Straße liegenden Denkmale, Kulturdenkmale, Sehenswürdigkeiten oder Bauherrenpreise. (Nummern in Klammer geben die Grundstücksnummer bei namentlich genannten Denkmalen oder Sehenswürdigkeiten an.)
- Bemerkung. Bewohner: Nähere Erläuterung sowie ehemalige Bewohner dieser Straße.
- Bild: Foto der Straße oder des Platzes.

## Straßen- und Platzverzeichnis
| Straßen- / Platzname           | Weitere Stadtteile | Widmung | Namensgeber    | Alte Namen | Denkmale. Sehenswürdigkeiten. Bauherrenpreise | Bemerkung. Bewohner | Bild |
| ------------------------------ | ------------------ | ------- | -------------- | --- | --------------------------------------------- | --- | --- |
| Fürstenhainer Straße (Lage)    |                    | 1905    | Fürstenhain    | Der Hahn, Fürstenhain | 4, 8, 9                                       | Die Siedlungsstraße des Gassendorfs | Fürstenhainer Straße von Süden |
| Kötzschenbrodaer Straße (Lage) |                    | 1935    | Kötzschenbroda | im Altendresdner Stadtbuch als Meysnische Straße bezeichnet, 1661 Leipziger Landstraße, nach 1788 Alte Meißner Straße, 2. H. 19. Jh. Dresdner Straße, Serkowitzer Straße |                                               | Teil der alten hochwassergefährdeten Fernstraße Dresden-Leipzig (Leipziger Landstraße, Alte Meißnische Straße), 1788 durch die höhergelegene Chaussee (Meißner Straße) ersetzt. Die heutigen Hausnummern 189, 191, 193, 195 bilden das 20. bis 23. Anwesen Fürstenhains. Das auf dem Foto davorstehende Wohnhaus Kötzschenbrodaer Straße 187 (ganz links) gehört noch zu Kötzschenbroda. Rechts die Mauer des Alten Friedhofs. | Fürstenhain, Kötzschenbrodaer Straße. Wohnhaus Kötzschenbrodaer Straße 187 (ganz links) gehört noch wieder zu Kötzschenbroda, aus Richtung Serkowitz. |
| (Auenweg Nr. 2) (Lage)         | heute nur KOE      | 1883    |                | |                                               | Historischer Kommunikationsweg zwischen Kötzschenbroda und Serkowitz, vermutlich bereits vor der Gründung Fürstenhains vorhanden, nach der im frühen 17. Jh. gebräuchlichen Flurbezeichnung „Wiese in der Awen“ (1633). Das Grundstück der heutigen Nr. 2 (ehemaliger Weinberg der Lotterin) wurde nach 1648 das 24. und letzte Anwesen von Fürstenhain, es kam später zu Kötzschenbroda.                                      | Auenweg nach Westen (Nr. 2 in der Bildmitte) |